# Estry
Estry (prononcé [ɛtʁi]) est une ancienne commune française, située dans le département du Calvados en région Normandie, devenue le 1er janvier 2016 une commune déléguée au sein de la commune nouvelle de Valdallière.
Elle est peuplée de 342 habitants.

## Géographie
Estry est en Bocage virois. Situé sur une hauteur entre les vallées de l'Allière et de la Souleuvre, son bourg est à 7 km au nord-ouest de Vassy, à 9,5 km au sud-est du Bény-Bocage, à 14 km au nord-est de Vire et à 19 km au sud-ouest d'Aunay-sur-Odon.
Le territoire est traversé par la route départementale no 55 reliant Vire au sud-ouest à Aunay-sur-Odon au nord-est et passant au nord du bourg. Elle y croise la D 56 menant au Bény-Bocage au nord-ouest et à Vassy au sud-est. Au sud-ouest du bourg, partant de la D 56, la D 57 permet de rejoindre Pierres.
Estry est majoritairement dans le bassin de la Vire, par son affluent l'Allière qui délimite le territoire au sud et par deux sous-affluents, affluents la Souleuvre, qui collectent les eaux du nord-ouest. Un vallon à l'est, alimentant un affluent de la Druance, est dans le bassin de l'Orne.
Le point culminant (245 m) se situe en limite nord, près de la chapelle au Cornu. Le point le plus bas (143 m) correspond à la sortie de l'Allière du territoire, au sud-ouest. La commune est bocagère.
| Montchamp | Montchamp, Montchauvet | Lassy                  |
| Montchamp | Estry                  | Lassy, Le Theil-Bocage |
| Presles   | Pierres                | Le Theil-Bocage        |

## Toponymie
Le nom de la localité est attesté sous les formes Stauriacum en 832-850 et Atreium en 1180, Etreium en 1277, Notre Dame d’Estrye en 1336, Estreium au XIVe siècle, Estrie au hamel de Cautelon en 1476, Estré en 1476. 
Il s'agit d'une formation gauloise ou gallo-romane en -(i)acum, suffixe gallo-roman marquant le lieu ou la propriété. Il a généralement abouti à -ei en ancien français, puis -y, -ay, -ey, -é selon les pays. Le premier élément Estr- représente sans doute un anthroponyme gaulois ou gallo-roman d'origine germanique.
Albert Dauzat a proposé en son temps le nom de personne Asthar, suivi en cela par René Lepelley,. Cette hypothèse est incompatible avec les formes anciennes. Le nom de personne contenu dans ce toponyme reste donc obscur.
Le gentilé est Estryen.

## Histoire
Le 27 février 1828, les hameaux de Canteloup et des Castillons sont transférés de Estry à La Rocque,.
Estry est un des théâtres de l'opération Bluecoat entre le 6 et le 13 août 1944.[réf. souhaitée]

## Politique et administration
| Période                                  | Période    | Identité          | Étiquette | Qualité          |
| ---------------------------------------- | ---------- | ----------------- | --------- | ---------------- |
| 1974                                     | mars 2001  | Gérard Bechet     | SE        | Agriculteur      |
| mars 2001                                | mars 2008  | Michel Enguehard  | SE        | Retraité (poste) |
| mars 2008                                | août 2013  | Didier Renouf     | SE        | Enseignant       |
| octobre 2013                             | avril 2014 | Jacques Françoise | SE        | Retraité         |
| avril 2014                               | En cours   | Gilbert Louis     | SE        |                  |
| Les données manquantes sont à compléter. |            |                   |           |                  |

Lors des élections municipales de 2014, Estry a fait partie des soixante-deux communes sans candidat au premier tour. Quinze candidats se sont présentés au second tour.
Le conseil municipal est composé de onze membres dont le maire et deux adjoints.

## Démographie
En 2021, la commune comptait 342 habitants. Depuis 2004, les enquêtes de recensement dans les communes de moins de 10 000 habitants ont lieu tous les cinq ans (en 2006, 2011, 2016, etc. pour Estry) et les chiffres de population municipale légale des autres années sont des estimations.
Estry a compté jusqu'à 1 073 habitants en 1806.
| 1793  | 1800 | 1806  | 1821  | 1831 | 1836 | 1841 | 1846 | 1851 |
| ----- | ---- | ----- | ----- | ---- | ---- | ---- | ---- | ---- |
| 1 012 | 938  | 1 073 | 1 009 | 926  | 901  | 870  | 831  | 874  |

| 1856 | 1861 | 1866 | 1872 | 1876 | 1881 | 1886 | 1891 | 1896 |
| ---- | ---- | ---- | ---- | ---- | ---- | ---- | ---- | ---- |
| 834  | 830  | 795  | 757  | 769  | 759  | 740  | 669  | 625  |

| 1901 | 1906 | 1911 | 1921 | 1926 | 1931 | 1936 | 1946 | 1954 |
| ---- | ---- | ---- | ---- | ---- | ---- | ---- | ---- | ---- |
| 634  | 645  | 649  | 526  | 507  | 449  | 464  | 438  | 407  |

| 1962 | 1968 | 1975 | 1982 | 1990 | 1999 | 2006 | 2011 | 2016 |
| ---- | ---- | ---- | ---- | ---- | ---- | ---- | ---- | ---- |
| 425  | 436  | 378  | 368  | 322  | 336  | 344  | 355  | 368  |

| 2019 | - | - | - | - | - | - | - | - |
| ---- | - | - | - | - | - | - | - | - |
| 345  | - | - | - | - | - | - | - | - |

## Lieux et monuments
- Église Notre-Dame (XIXe siècle).
- If monumental de 1 600 ans, considéré comme le plus vieux de France[19]. Arcisse de Caumont, en 1857, évalue déjà son diamètre intérieur à 3,10 m[20].
- Manoir (XVIIe siècle).

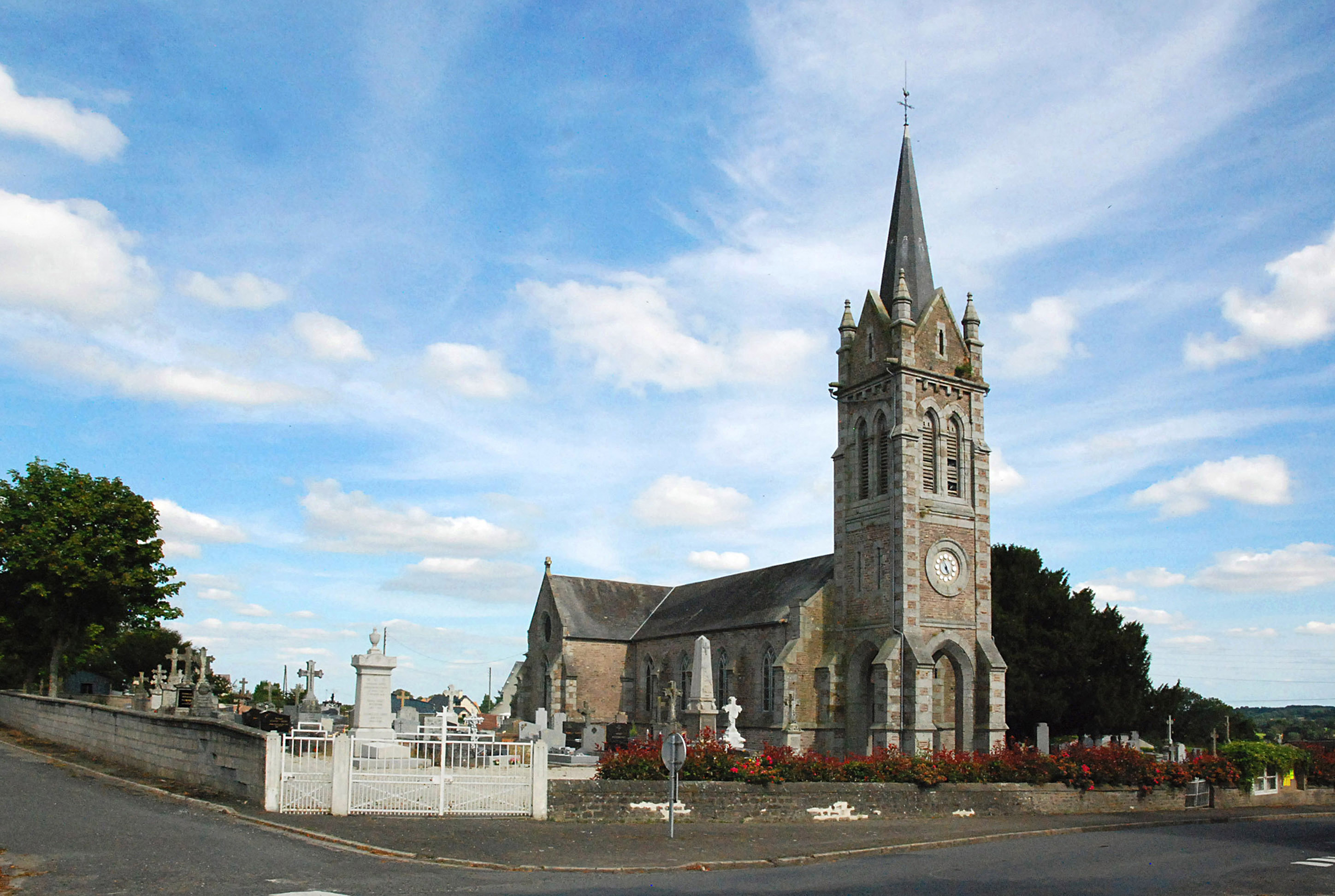
L'église Notre-Dame. Vue ouest.
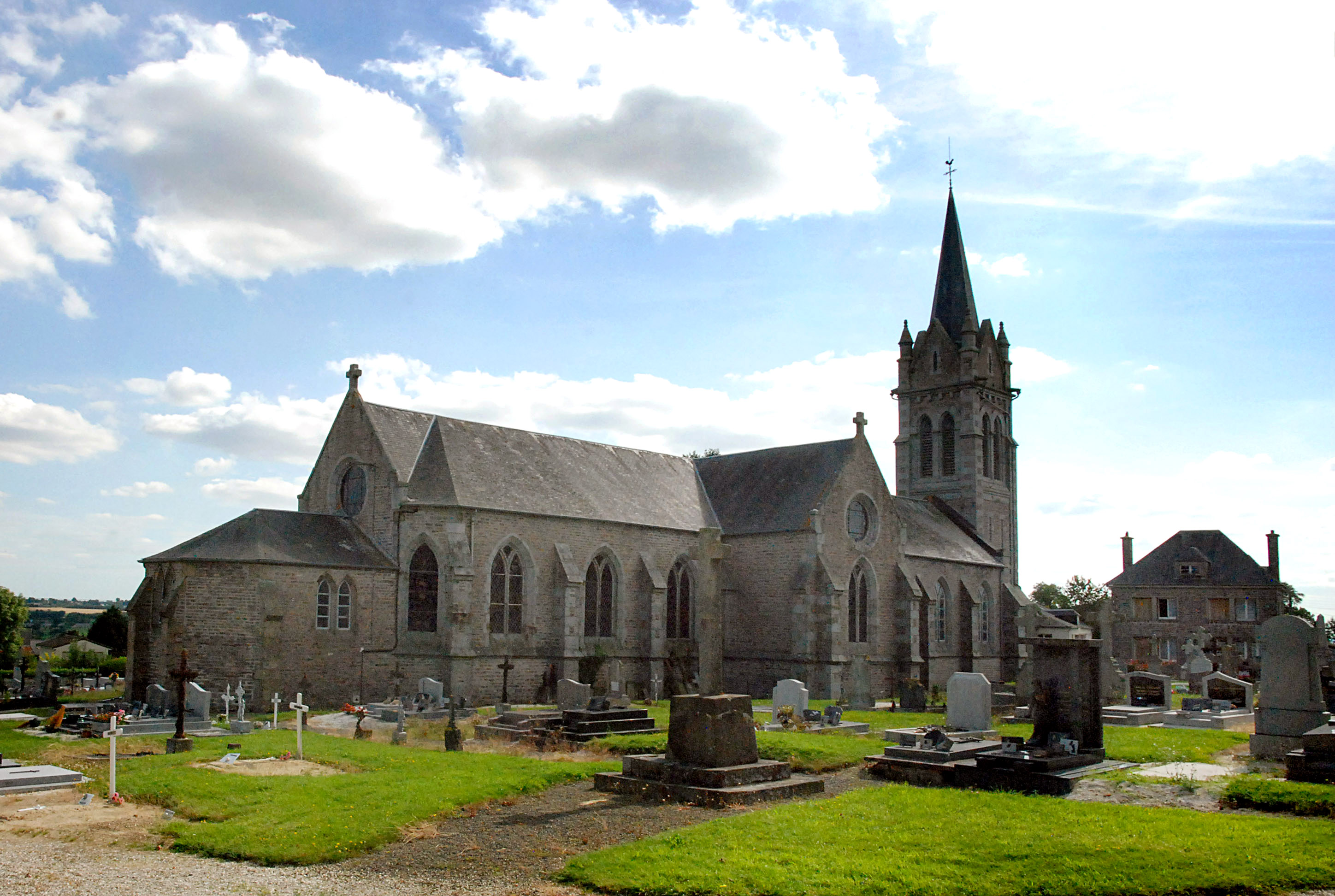
L'église Notre-Dame. Vue nord.
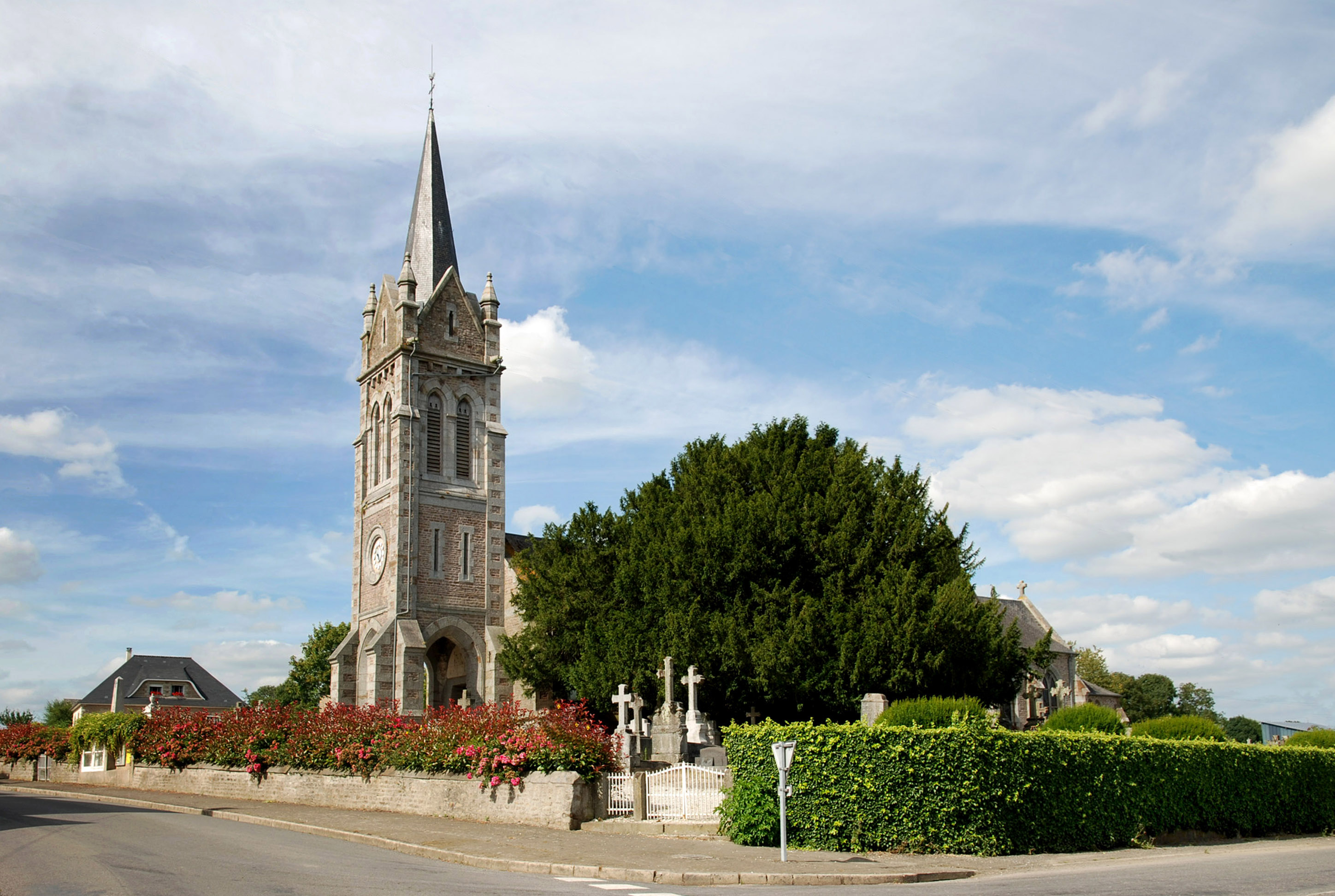
L'église Notre-Dame et l'if monumental.
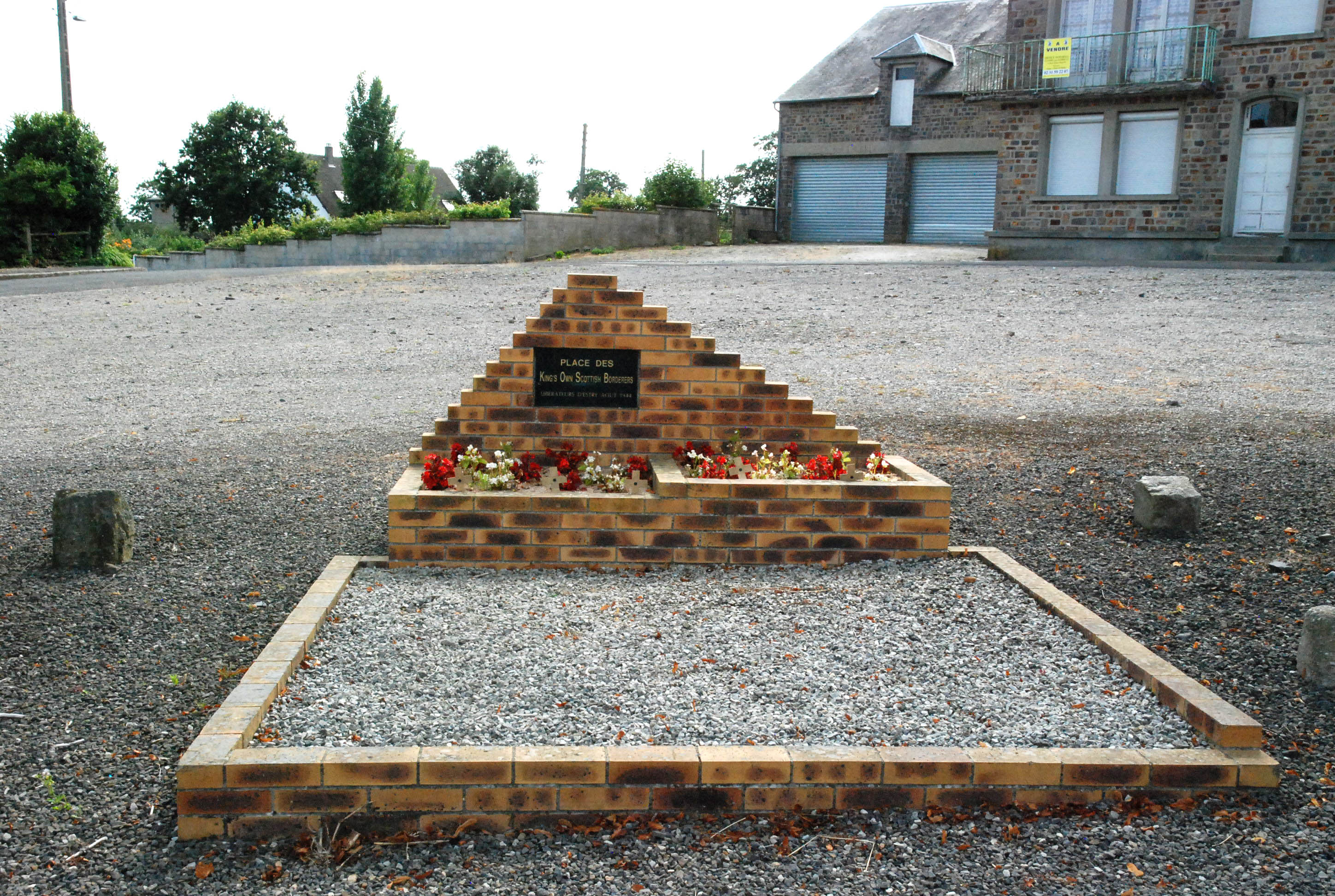
Monument commémoratif 1944.